# Hal Havins
Hal Roth Havins (* 5. August 1960) ist ein US-amerikanischer Schauspieler.

## Leben
Havins debütierte 1984 in zwei Episoden der Fernsehserie Computer Kids und 1985 in einer Episode der Fernsehserie Street Hawk als Schauspieler. Im Folgejahr hatte er sein Filmschauspieldebüt im Fernsehfilm Ein total verrückter Trip. Es folgten Episodenrollen in Full House, Die Schöne und das Biest, 21 Jump Street – Tatort Klassenzimmer und Cheers. 1988 spielte er im Horrorfilm Beast You! die Rolle des Jimmie und im Horrorfilm Night of the Demons die männliche Hauptrolle des Stooge. Von 1995 bis 1996 wirkte er in mehreren Episoden in verschiedenen Rollen in der Fernsehserie MADtv mit. 2017 stellte er in zwei Episoden der Fernsehserie Fear the Walking Dead den Farmer Bob dar.

## Filmografie (Auswahl)
- 1984: Computer Kids (Fernsehserie, 2 Episoden, verschiedene Rollen)
- 1985: Street Hawk (Fernsehserie, Episode 1x04)
- 1986: Ein total verrückter Trip (Blue de Ville, Fernsehfilm)
- 1987: Roomies (Fernsehserie, Episode 1x01)
- 1987: Full House (Rags to Riches, Fernsehserie, Episode 2x03)
- 1987: Die Schöne und das Biest (Beauty and the Beast, Fernsehserie, Episode 1x02)
- 1987: 21 Jump Street – Tatort Klassenzimmer (21 Jump Street, Fernsehserie, Episode 2x07)
- 1987: Cheers (Fernsehserie, Episode 6x12)
- 1988: Beast You! (Sorority Babes in the Slimeball Bowl-O-Rama)
- 1988: Desperado – Die Rache (The Return of Desperado)
- 1988: Alf (ALF, Fernsehserie, 2 Episoden)
- 1988: Night of the Demons
- 1988: Blueberry Hill
- 1989: NAM – Dienst in Vietnam (Tour of Duty, Fernsehserie, 2 Episoden)
- 1989: Witchtrap
- 1990: Ein Mädchen namens Dinky (Welcome Home, Roxy Carmichael)
- 1991: Blinder Hass (Line of Fire: The Morris Dees Story, Fernsehfilm)
- 1992: Die Staatsanwältin und der Cop (Reasonable Doubts, Fernsehserie, Episode 2x10)
- 1994: Codename 7700 – The Final Experiment (Final Mission)
- 1994: Palm Beach-Duo (Silk Stalkings, Fernsehserie, Episode 4x03)
- 1995: Superman – Die Abenteuer von Lois & Clark (Lois & Clark: The New Adventures of Superman, Fernsehserie, Episode 3x07)
- 1995–1996: MADtv (Fernsehserie, 4 Episoden, verschiedene Rollen)
- 1996: Ihre einzige Chance (Her Last Chance)
- 1996: Heiße Träume (Hard Time)
- 1999: Lebenslänglich (Life)
- 2003: Polizeibericht Los Angeles (Dragnet, Fernsehserie, Episode 1x10)
- 2005: Las Vegas (Fernsehserie, Episode 2x17)
- 2006: Kill Your Darlings
- 2006: Monk (Fernsehserie, Episode 5x08)
- 2006: Emergency Room – Die Notaufnahme (ER, Fernsehserie, Episode 13x05)
- 2007: Dirt (Fernsehserie, Episode 1x03)
- 2007: The Line-Up (Fernsehfilm)
- 2010: Drop Dead Gorgeous
- 2012: Parks and Recreation (Fernsehserie, Episode 4x18)
- 2012: Awake (Fernsehserie, Episode 1x05)
- 2012: Eagleheart (Fernsehserie, Episode 2x04)
- 2012: How I Met Your Mother (Fernsehserie, Episode 8x01)
- 2014: Justified (Fernsehserie, Episode 5x07)
- 2015: Your Pretty Face Is Going to Hell (Fernsehserie, Episode 2x08)
- 2017: Fear the Walking Dead (Fernsehserie, 2 Episoden)
- 2017: Lethal Weapon (Fernsehserie, Episode 2x04)
- 2018: Westworld (Fernsehserie, Episode 2x09)
- 2023: Beschütze sie (The Last Thing He Told Me, Fernsehserie, Episode 1x05)